# Astomaspis jucunda
Astomaspis jucunda är en stekelart som först beskrevs av André Seyrig 1952.  Astomaspis jucunda ingår i släktet Astomaspis och familjen brokparasitsteklar. Inga underarter finns listade.